# Writer in the Dark
"Writer in the Dark" é uma canção gravada pela cantora e compositora neozelandesa Lorde para seu segundo álbum de estúdio, Melodrama (2017). Ela co-escreveu e co-produziu a faixa com Jack Antonoff. É uma balada de piano com uma produção esparsa. A canção foi escrita depois que Lorde acordou tarde em uma noite com um estranho; sua letra consiste no lamento de Lorde a um ex-amante, no qual ela diz que sempre o amará, mas que também precisa seguir em frente com sua vida.
A canção recebeu aclamação crítica por críticos de música, muitos que elogiaram sua letra, comparando-a a canções de Taylor Swift, e os vocais de Lorde, comparados àqueles de Kate Bush. Lorde apresentou "Writer in the Dark", com seis outras canções, como parte de uma série reimaginada da Vevo no Electric Lady Studios, onde ela gravou a canção e grande parte de seu álbum. Também foi parte da set list de sua turnê mundial Melodrama World Tour (2017-18).

## Antecedentes e desenvolvimento

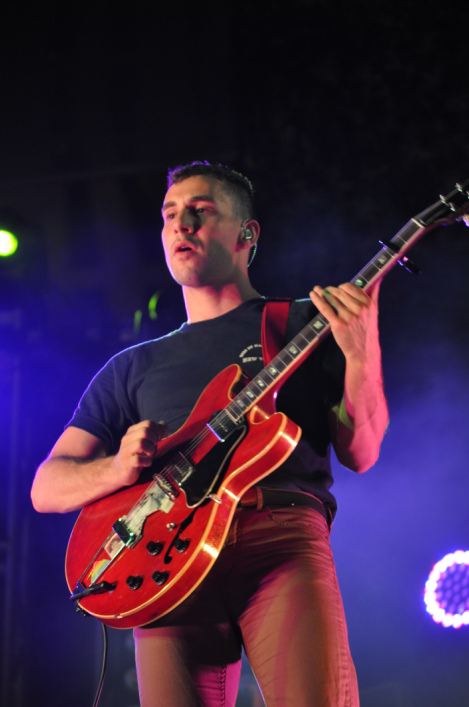
Jack Antonoff co-escreveu e co-produziu a canção com Lorde

Em uma entrevista exclusiva ao podcast do The Spinoff, Lorde afirmou que ela escreveu "Writer in the Dark" da perspectiva de "algo sendo terminado, mas ainda sentindo que eu tinha algo que eu queria dizer". Ela também foi inspirada a escrever a frase "bet you rue the day you kissed a writer in the dark" (aposto que você se arrepende do dia que beijou uma escritora no escuro) depois de acordar tarde à noite em uma cama que dividia com um estranho. Em outra entrevista, Lorde disse que "Writer in the Dark" foi a última canção que gravou a ser adicionada ao álbum e a segunda (depois de "Supercut") onde ela "estava falando com alguém ou fechando uma porta". A cantora-compositora disse, sobre o processo de composição, "é interessante quando você é uma mulher e escreve esta música confessional e dolorosamente honesta sobre sua vida. Há muita culpa associada a isto."
De acordo com Lorde, a canção foi sua forma de dizer "é o que eu sempre fui. É o que eu era quando você me conheceu. É o que eu continuarei a ser depois que você for embora. Isto é exatamente o que iria acontecer quando você beijou uma escritora no escuro." Ela notou que o refrão flutua em emoção. Lorde também disse que o processo de composição foi terapêutico e complexo. Quando perguntada sobre escrever de uma perspectiva tradicionalista, Lorde disse que sentiu que havia tornado a canção única por implementar palavras como "pseudoephedrine" (pseudoefedrina), o nome de uma droga simpaticomimética, que ela disse que funcionaria em uma canção de rap; ela gostou de pegar formas padronizadas e colocar "espinhos nelas". Ela também comparou "Writer in the Dark" e "Liability" a cadência de rap.

## Composição e interpretação da letra
"Writer in the Dark" foi co-escrita e co-produzida por Lorde (creditada sob seu nome de nascimento Ella Yelich-O'Connor) e Jack Antonoff. Foi gravada no Electric Lady Studios em Greenwich Village, Nova Iorque. A canção é composta na tonalidade de sol maior com um andamento de 72 batidas por minuto, enquanto os vocais de Lorde abrangem um intervalo de D3 a D5. É uma balada de piano com uma instrumentação esparsa em sua produção. Sua letra consiste no lamento de Lorde a um ex-amante, no qual ela diz que sempre o amará, mas que também precisa seguir em frente com sua vida. Emily Reily, da Paste, disse que a canção "combina a provocação de Lorde com seus momentos mais desesperados e expostos, mostrando que ela pode ir bem longe pelo amor, mas segue em frente quando quiser".
A canção foi comentada pelos vocais de Lorde, que diversas publicações compararam com os da cantora britânica Kate Bush. De acordo com Colin Groundwater, do Pretty Much Amazing, os vocais de Lorde na linha "I love you 'til you call the cops on me" esticam até um "falsete dolorosamente humano", enquanto Greg Kot do Chicago Tribune disse que a cantora entrega uma "linha ressonante sobre obsessão" enquanto encontra uma "forma de escapar das ruínas". A Drowned in Sound notou a "mudança estremecedora em 'Writer in the Dark' do semi-grunhido comum [de Lorde] para um gorjeio muito mais agudo que é um de uma série de momentos no álbum que me fazem lembrar de Kate Bush". A Entertainment Weekly afirmou que Lorde reconhece o "clichê do amante desprezado" na canção, enquanto a No Ripcord disse que seus vocais se transformam em luto nas linhas "I am my mother's child, I'll love you 'til my breathing stops" (Eu sou filha da minha mãe, eu te amarei até que minha respiração pare).

## Recepção crítica

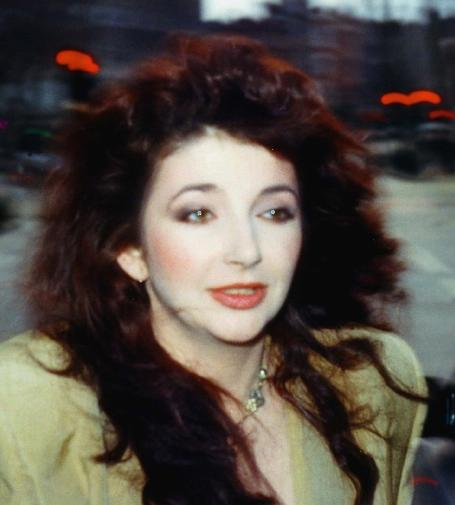
Os vocais de Lorde em "Writer in the Dark foram comparados aos de Kate Bush

"Writer in the Dark" recebeu aclamação crítica por críticos de música; diversas publicações compararam a sua letra às canções de Taylor Swift. Graeme Tuckett, editor do Stuff.co.nz, considerou a canção um dos pontos altos do álbum, dizendo "Lorde mostrando sua performance vocal mais robusta e menos flexionada a serviço do conjunto de letras mais fortes do álbum". Alexis Petridis do The Guardian disse que, apesar da canção não ser a primeira tentativa de uma cantora-compositora moderna de canalizar Kate Bush, "é possivelmente a primeira vez que isto não faz você querer morrer de vergonha alheia – a canção é maravilhosa, seus vocais crus e quebrados são muito comoventes". Compartilhando sentimentos parecidos, Spencer Kornhaber da The Atlantic considerou a canção uma "composição de piano que é um maravilhoso pesadelo" e concluiu por dizer que Lorde está dizendo "algo que já foi dito muitas vezes antes em outras canções, mas ela ainda o diz de uma forma muito mais interessante do que a maioria das outras pessoas". Will Richards, da DIY, considerou a canção "comovente, revelando-a como uma das compositoras pop mais emocionalmente inteligentes por aí", enquanto Dan Stubbs da NME descreveu-a como "deliciosamente amarga". Jon Pareles do The New York Times comparou a letra às de Swift e a estética à de Lana Del Rey, dizendo que é "às vezes esparsa e transparente o suficiente para acompanhar os vocais de Lorde com apenas uma nota ou duas de piano".

## Créditos
Créditos adaptados das anotações de Melodrama.
Administração
- Publicada por Songs Music Publishing, Sony/ATV Songs, LLC, Ducky Donath Music (BMI)
- Gravada no Electric Lady Studios (Nova Iorque)
- Misturada no Electric Lady Studios
- Masterizada no Sterling Sound Studios (Nova Iorque)

Pessoal
| - Lorde – vocais, composição, produção - Jack Antonoff – produção, composição - Brandon Bost – assistência de mistura | - Rom Elmhirst – mistura - Randy Merrill – masterização - Barry McCready – assistência de engenharia | - Seth Paris – assistência de engenharia - Greg Eliason – assistência de engenharia - Laura Sisk – engenharia |